# Santo Stefano di Cadore
Santo Stefano di Cadore là một đô thị ởtỉnh Belluno, Veneto, Italia. Đô thị này có tọa độ 46°34′0″B 12°33′0″Đ / 46,56667°B 12,55°Đ. Đô thị này có diện tích 100 km2, dân số là 2901 người.
Các đơn vị trực thuộc:Campolongo, Casada, Costalissoio
Các đô thị giáp giới: Auronzo di Cadore, Danta di Cadore, Forni Avoltri (UD), Lesachtal (AT-2), San Nicolò di Comelico, San Pietro di Cadore, Sappada, Untertilliach (AT-7), Vigo di Cadore